# Le Facteur incandescent
Pour plus de détails, voir Fiche technique et Distribution.
Le Facteur incandescent (titre original : Near Dublin) est un film muet américain, réalisé par Ralph Ceder, sorti le 11 mai 1924.

## Synopsis
Stan Laurel, apôtre de la non-violence, transforme en tartes à la crème les briques que se lancent les habitants d'un village près de Dublin.

## Fiche technique
- Titre : Le Facteur incandescent
- Titre original : Near Dublin
- Réalisation : Ralph Ceder
- Scénario : Al Giebler
- Photographie : Frank Young
- Producteur : Hal Roach
- Société de distribution : Pathé Exchange
- Pays de production :  États-Unis
- Langue : anglais
- Format : Noir et blanc — 35 mm — 1,33:1 — Muet
- Genre : Comédie burlesque
- Durée : 22 minutes
- Date de sortie :
  - États-Unis : 11 mai 1924

## Distribution
- Stan Laurel - Con
- Ena Gregory - The girl
- James Finlayson - Brick merchant
- George Rowe - Policier
- James T. Kelley - (as Jim Kelly)
- Dick Gilbert - Girl's father
- Charlie Hall - Villageois
- Fred Karno Jr. - Villageois
- Helen Gilmore - Villageois
- Jack Gavin - Villageois
- Mae Laurel - Villageois
- Jack Ackroyd
- Eddie Baker
- Sammy Brooks - Barn dance musician
- Billy Engle
- William Gillespie - Barn dance musician
- Patrick Kelly
- Charles Lloyd
- Earl Mohan
- Glenn Tryon
- Leo Willis